# Stařečský potok
Stařečský potok je potok, pravostranný přítok řeky Jihlavy v okrese Třebíč a vodohospodářsky významný tok. Měří 18,8 km a plocha jeho povodí činí 50,5 km².

## Průběh toku
Potok pramení jižně od Zašovic nedaleko hájovny Na Kříži a heraltickým lesem teče na jih až k hájence Troják. Tam přijímá z pravé strany vody krátkého přítoku Bukovce, sbírajícího vody pod stejnojmenným kopcem (678 m n. m.). V této oblasti jsou zdroje Jubilejního skupinového vodovodu pro město Třebíč, vybudovaného ve druhé polovině 30. let 20. století podle projektu Ing. Oldřicha Nikla.
Dál potok směřuje na východ na jih od Heraltic, Pokojovicemi, za nimiž přijímá vody Chlístovského potoka, a Hvězdoňovicemi. Na východ od nich protéká Stařečský potok rybníkem Steklým a Pastvištním. V tom posiluje vody Stařečského potoka potok Markvartický. Potok dál protéká samým středem městyse Starče, kde přijímá pravostrannou trojici dalších kratších přítoků, a k východu míří na Borovinu. Tam jeho vody zdržuje Borovinský rybník.
Potok protéká areálem někdejší borovinské továrny a vtéká do třebíčského městského parku Libušina údolí. V Libušině údolí vytváří poslední větší vodní plochu – Máchovo jezírko a podtéká pod viaduktem borovinského železničního mostu. Poslední úsek toku Stařečského potoka je již zaklenutý, vede pod zemí a sleduje hranice městských částí Horky a Stařečky ulicí Na Potoce. Pod autobusovým nádražím a prasečím pláckem na hranicích Stařečky a Vnitřního Města podtéká potok křižovatku u Jihlavské brány a vlévá se do řeky Jihlavy.

## Vodní režim
Průměrný průtok u ústí do Jihlavy činí 0,27 m³/s.

## Využití
Část zdrojových vod je od konce 30. let 20. století svedena do heraltického vodovodu, sloužícího k zásobování pitnou vodou; tato voda je k prodeji i jako heraltická kojenecká voda a vyrábí se z ní nápoje ZON. V roce 2018 se ve Stařečském potoce objevili bobři.

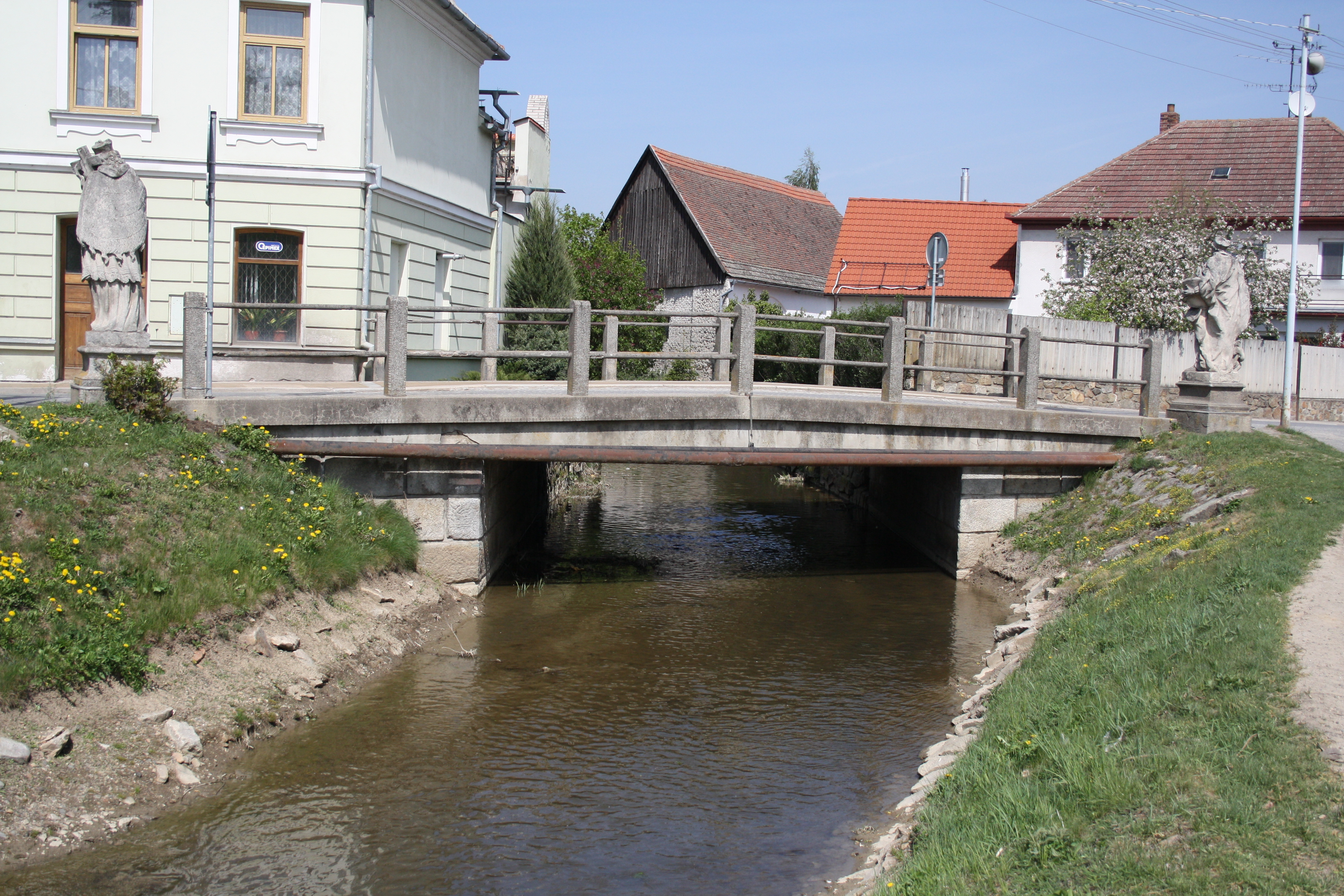
Most přes potok ve Starči
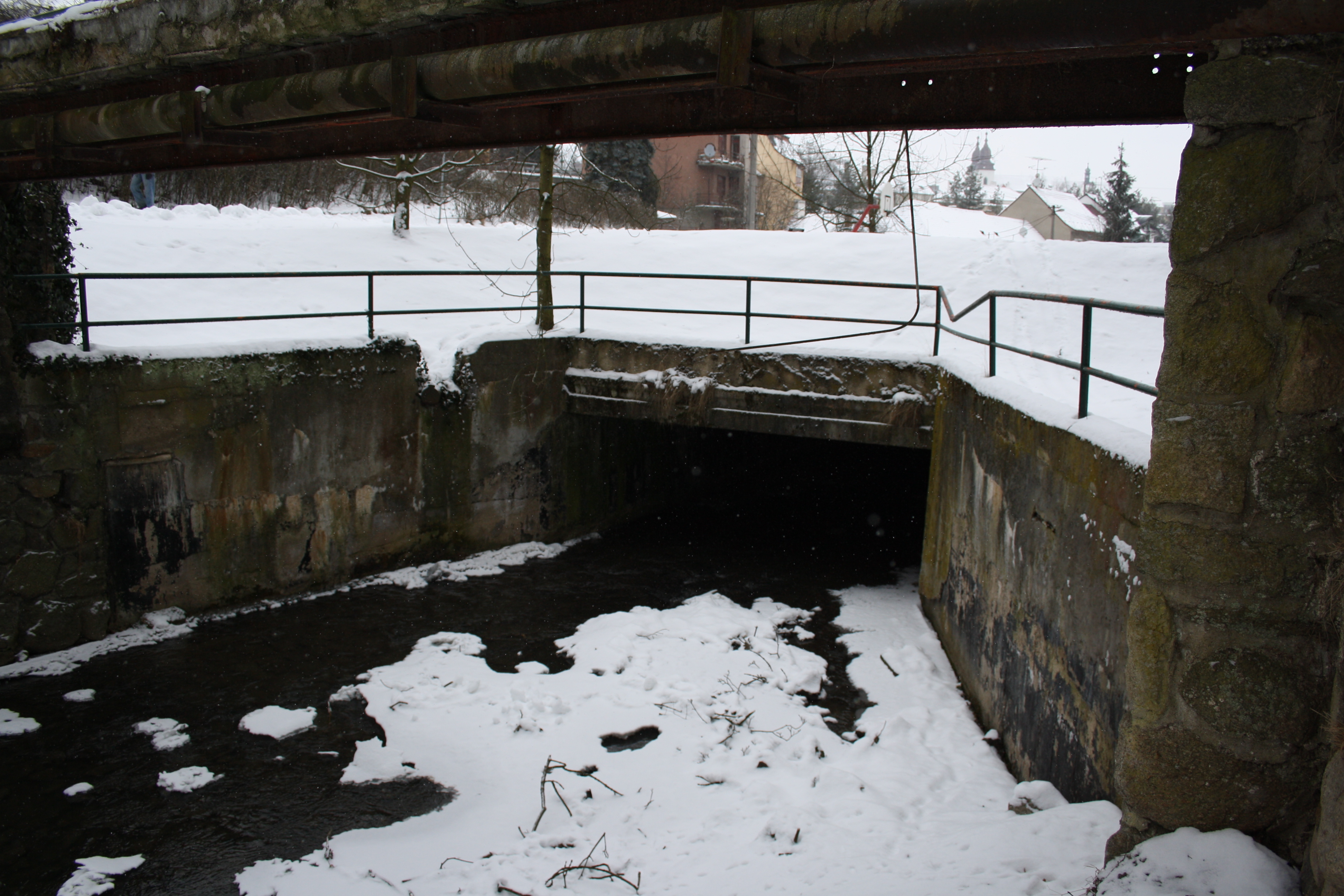
Vtok potoka do podzemí
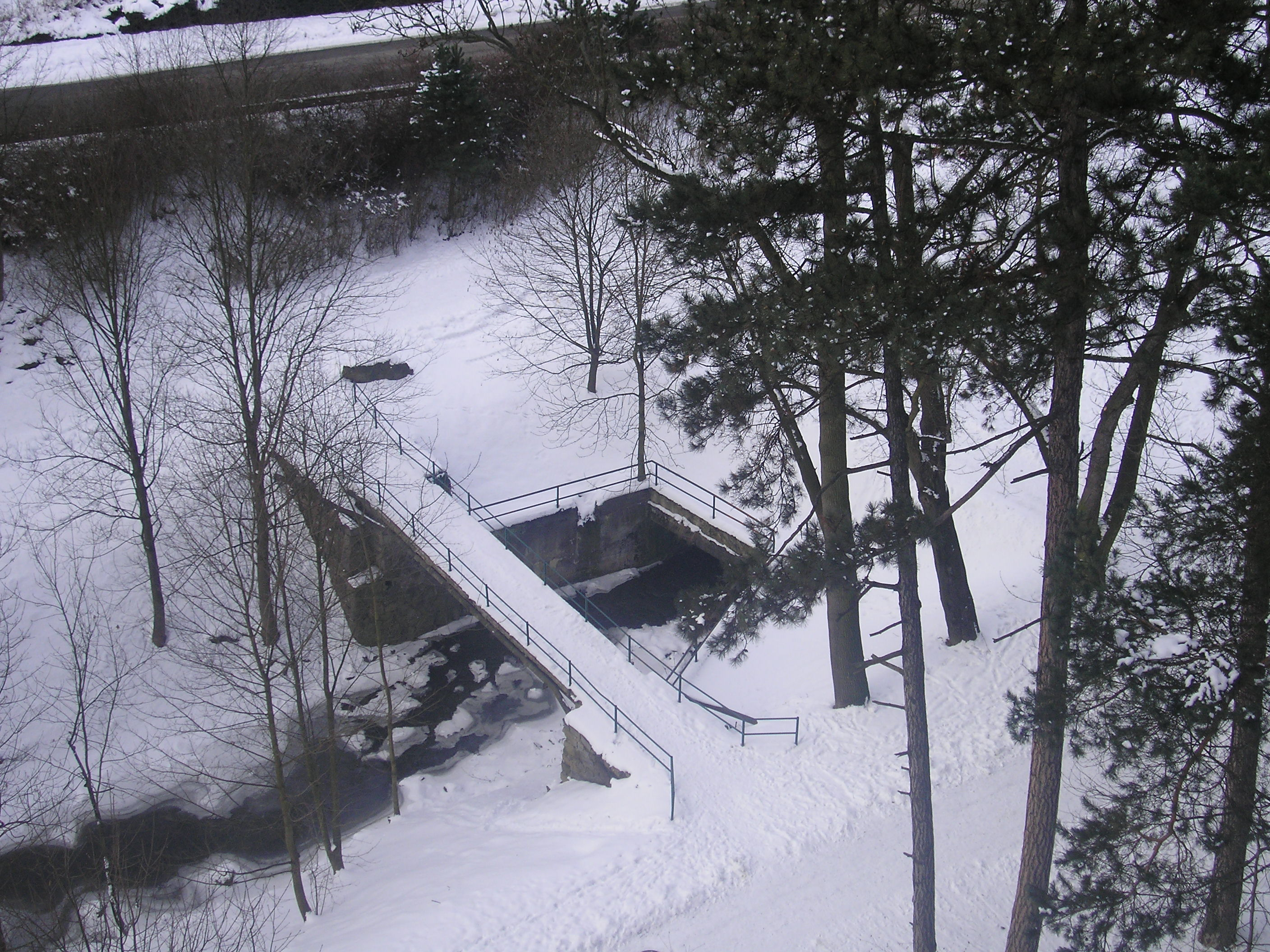
Vtok potoka do podzemí z borovinského mostu
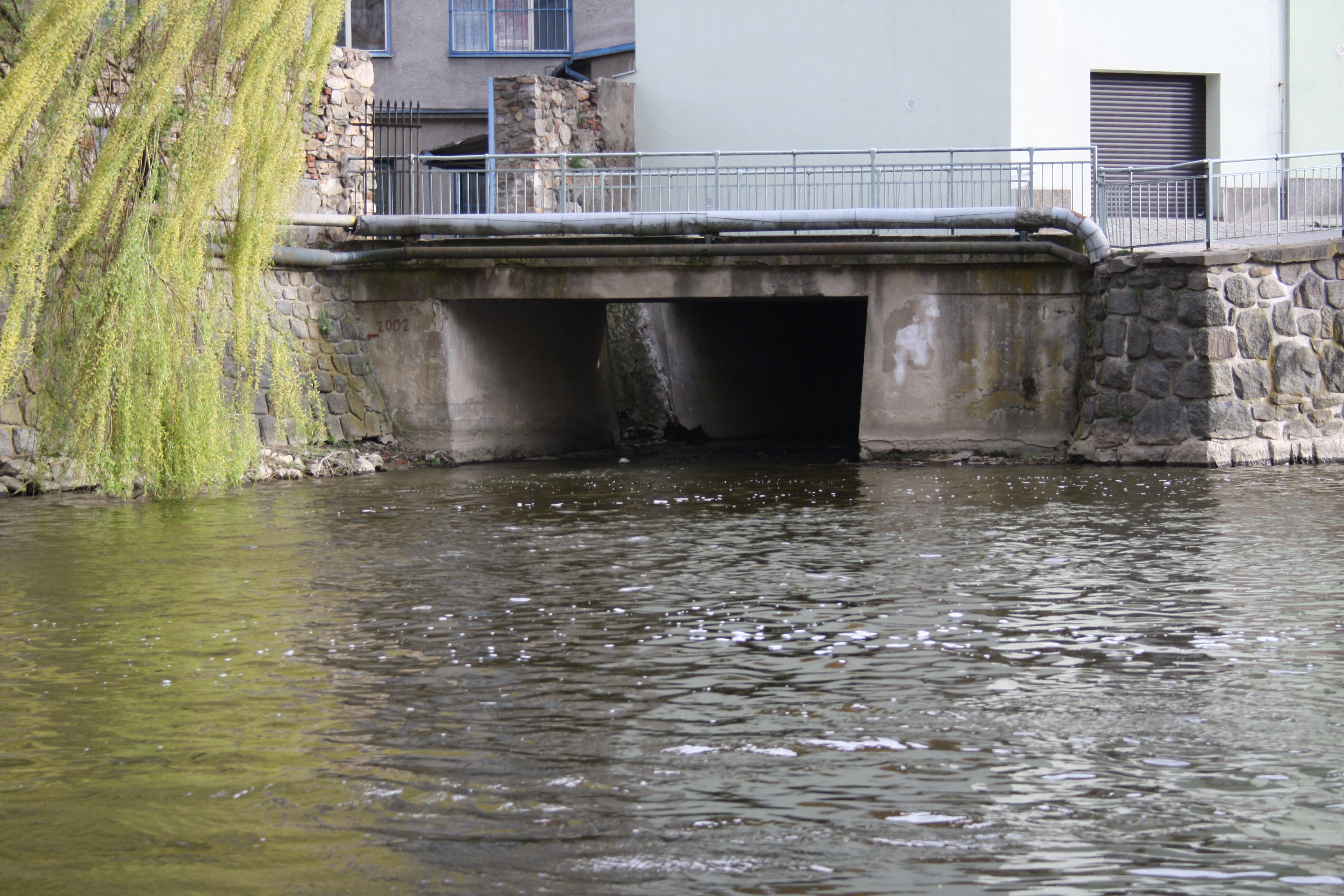
Ústí potoka do řeky Jihlavy